# Augusto Bissiri
Augusto Bissiri (Seui, 10 settembre 1879 – Los Angeles, 25 febbraio 1968) è stato un inventore italiano.

## Biografia
Nasce a Seui da Giovanni Bissiri e Maria Luigia Caredda, il padre faceva il segretario comunale, il fratello Attilio fu come lui un brillante scienziato inventore. Resterà a Seui sino alle scuole secondarie, mentre le Superiori le farà a Cagliari. Finite le Superiori andrà a Roma per studiare Giurisprudenza e mentre studia inizia ad appassionarsi di fumetti e novelle di fantasia che lui stesso realizza e che spesso gli verranno pubblicate con successo ne La Domenica del Corriere.
Pian piano scopre di avere un'attitudine per la meccanica; a questa disciplina inizia ad applicarsi con particolari accorgimenti che pian piano prenderanno forma in vere e proprie invenzioni. Nel 1900 balza agli onori della cronaca per via di una sua particolare invenzione, un particolare congegno che oltre che dare allarme impediva lo scontro fra treni che transitavano nello stesso binario. Il brevetto viene subito acquisito dalla Società Statunitense Westinghouse Electric Company; inoltre tale scoperta viene messa subito in pratica da Luigi Merello, gestore delle Tranvie del Campidano, su un piccolo trenino a vapore che collegava Cagliari a Quartu. Dopo due anni decide insieme alla sua famiglia di partire alla volta delle Americhe, stabilendosi per diverso tempo a New York, dove lavorerà presso diverse case discografiche e imprese grafiche. Nel 1906 concepì un'altra straordinaria invenzione che fece balzare il suo nome su tutti i giornali: riuscirà a trasmettere dalla sede del quotidiano New York Herald una fotografia tra due camere distanti collegate solamente da due cavi di rame, trattandosi quindi dell'invenzione del primo fax fotografico della storia dell'uomo.
Nel 1913 si stabilisce definitivamente a Los Angeles, nel 1917 dopo undici anni dal primo tentativo, riuscira a teletrasmettere via cavo alcune fotografie dalla redazione del quotidiano Daily Mail di Londra alla sede del The New York Times. Questa invenzione lo porterà a collaborare con diverse aziende di apparecchi teletrasmittenti, facendo altre scoperte legate ai tubi catodici e ai cinescopi, tanti dei quali sino a poco tempo fa conservavano ancora la sua firma. Muore a Los Angeles nel 1968.

## Altre invenzioni brevettate
- Congegno a pedale per girare le pagine degli spartiti musicali
- Portacenere con spegnimento automatico dei mozziconi
- L'Alipede, mezzo di trasporto
- La Lettera-disco, il primo apparecchio per registrare la voce

## Riconoscimenti
A lui e al fratello è intitolato il Liceo Scientifico Statale di Seui. 
A lui è intitolata una via nella zona artigianale del Comune di Assemini, in località Truncu is Follas.